# Karmelitinnenkloster Caen

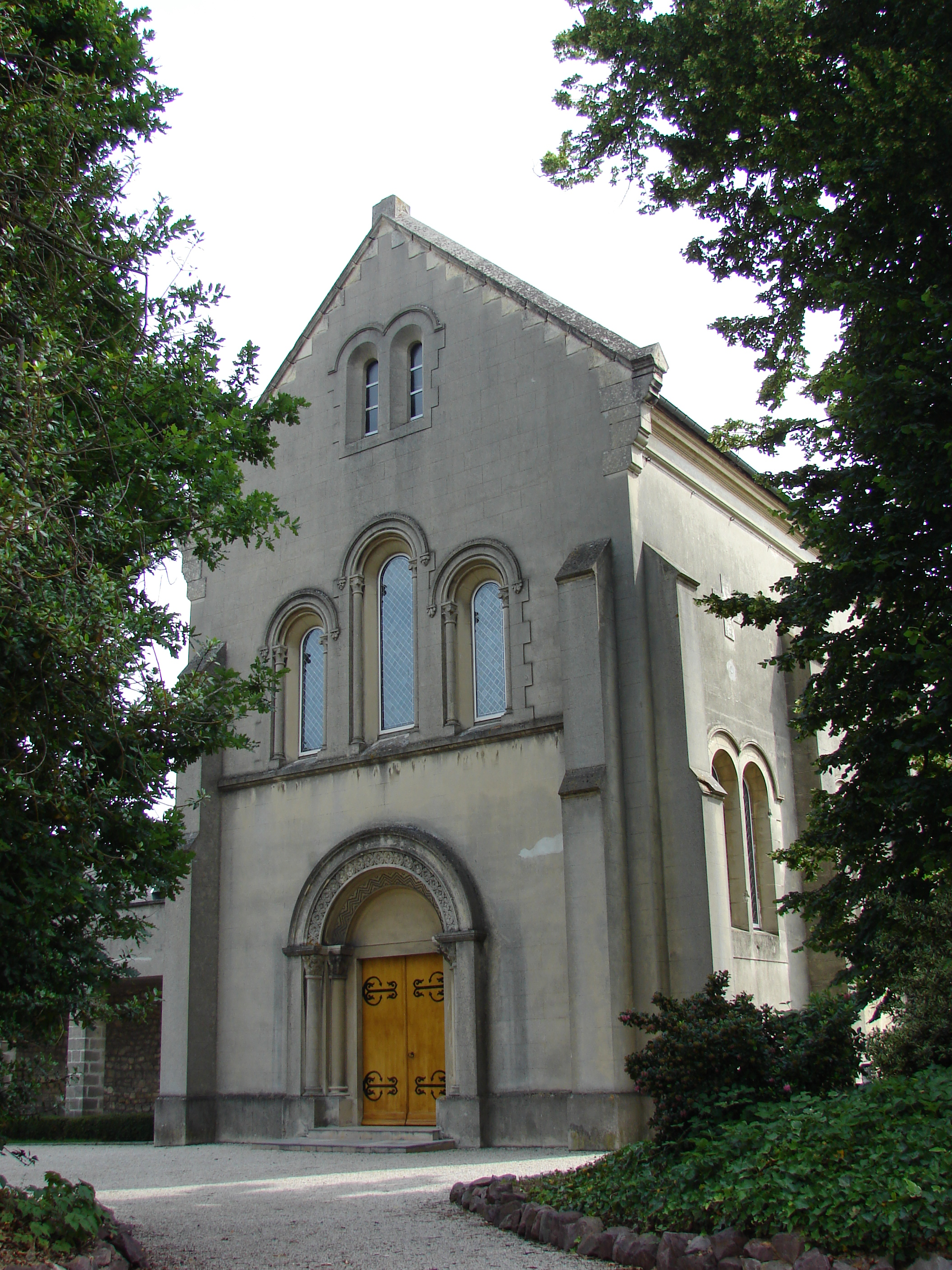
Carmel de Caen

Das Karmelitinnenkloster Caen ist ein Kloster der Karmelitinnen in Caen, Département Calvados, im Bistum Bayeux in Frankreich.

## Geschichte
Das Karmelitinnenkloster Rouen (1609–1893) gründete 1616 das Kloster Caen, das durch die Französische Revolution aufgelöst wurde. 1868 kam es zur Neugründung durch Karmelitinnen aus Lisieux. Das 1944 zerstörte Kloster wurde wieder aufgebaut. Der überalterte Konvent konnte 1997 die Schließung abwenden, indem er, verstärkt durch Aufnahme alter Schwestern anderer Klöster, altengerechte Wohn- und Pflegestrukturen einführte. Das Kloster nennt sich Carmel de la Trinité (Karmel der Dreifaltigkeit). Es liegt in der Rue du Clos Beaumois Nr. 8 (unweit der Kirche Sainte-Trinité der Abbaye aux Dames).
Das Kloster ist nicht zu verwechseln mit dem Centre Spirituel Saint-Pierre des von Léontine Jarre gegründeten Carmel Saint-Joseph in der Passage Sohier Nr. 2.